# Греділь Степан Осипович
Греділь Степан Осипович (нар. 1 квітня 1964 с. Гординя, Самбірський район, Львівська область) — радянський та український футболіст, що виступав на позиції захисника. Навчався у львівському ПТУ-20. Закінчив Львівський державний інститут фізичної культури.
У минулому — захисник «Кривбаса» (Кривий Ріг), «Торпедо» (Луцьк), «Дністра» (Гординя), «Променя» (Воля Баранецька), «Галичини» (Дрогобич), «Чувай» (Перемишль), аматорських «Спартака» (Самбір) (1983—1987, 1989—1991), «Авангарда» (Дрогобич) (1987—1988).
Вихованець самбірського футболу. Перший тренер — В. Мельник.
У вищій лізі та УПЛ за «Кривбас» (Кривий Ріг) провів 17 матчів, у другій лізі — 216 матчів, забив 1 м'яч.

## Досягнення на аматорському рівні
У 1984 р. у складі самбірського «Спартака» зайняв 4-е місце у першості УРСР серед КФК, у 1985 р. став срібним призером, а у 1986 р. бронзовим.
У 1987 р. у складі дрогобицького «Авангарду» став фіналістом розіграшу Кубка УРСР серед КФК.

## Виступи за ФК «Галичина» (Дрогобич)
Найтривалішу частину кар'єри провів у дрогобицькій «Галичині» в другій лізі чемпіонату України. Один з найкращих гравців за усю історію команди. Був незмінним капітаном колективу протягом багатьох сезонів. За цей час провів у складі клубу 228 ігор у всіх турнірах (чемпіонат та Кубок України, Кубок Другої ліги), зайнявши за цим показником третє місце в історії команди на професійному рівні, поступившись лише Василю Карпину (260) та Серґо Ґоґоладзе (236). Забив 2 гола.
За дрогобицький «Авангард» майбутній захисник «Галичини» зіграв 9 ігор, 2 у фіналі Кубка УРСР серед аматорів 1987 року й 7 у наступному сезоні.
Улюбленим футболістом С. Греділя був Лев Броварський.